# Maintenance corrective
 (août 2023).

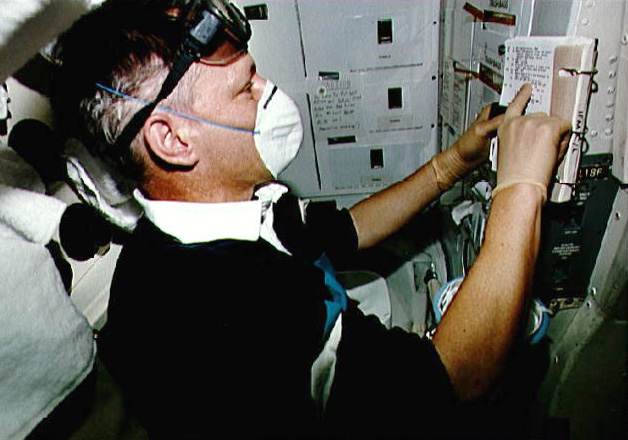
Pointages à bord de la navette spatiale américaine Atlantis avant réparation du dispositif de collecte des déchets.

La maintenance corrective est l'élimination d'une avarie ou d'une altération dans le fonctionnement d'un élément matériel (appelé « bien » ou « entité » dans le jargon de la spécialité) par sa réparation, sa restauration à l'état antérieur ou son remplacement. Cette dénomination est le calque de l'expression anglaise corrective maintenance.

## Définition
La définition de la norme européenne est : « Maintenance exécutée après détection d'une panne et destinée à remettre un bien dans un état dans lequel il peut accomplir une fonction requise » (extrait norme NF EN 13306 X 60-319 de juin 2011).

## Maintenance corrective curative et maintenance corrective palliative
Certains auteurs utilisent l'expression « maintenance curative » (angl. curative maintenance) comme synonyme de « maintenance corrective », alors qu'elle n'est qu'une partie de la maintenance corrective (celle qui se solde par la restauration de l'élément matériel à l'état antérieur), par opposition à une maintenance corrective dite « palliative » (ou, pour parler simplement, un dépannage provisoire). Cette dernière distinction est ignorée des auteurs de langue anglaise.

## Maintenance corrective immédiate et maintenance corrective différée
Une autre distinction opérée dans la maintenance corrective prend pour base le caractère immédiat ou différé de l'intervention, distinguant :
- la maintenance corrective immédiate (anglais : immediate corrective maintenance), effectuée tout de suite après la panne ;
- la maintenance corrective différée (angl. deferred corrective maintenance), en forme abrégée maintenance différée, retardée en fonction de règles de maintenance données[2].

En informatique, la maintenance corrective vise à la correction des anomalies et dysfonctionnements d'un logiciel, provenant de bogues ou d'une programmation inadaptée. Les contrats prévoyant ce type de maintenance distinguent généralement des délais d'intervention en fonction du caractère bloquant ou non des anomalies rencontrées.

## Sources
- Terminologie maintenance : bilan (Certaines des traductions en anglais ne sont pas attestées).